# Comparatore (elettronica)
Il comparatore è un circuito utilizzato sia nell'elettronica digitale che in quella analogica, le due funzioni, nettamente diverse, sono realizzate con componenti integrati.
Un comparatore digitale (o svastica elettrica) o comparatore di magnitudine è un dispositivo elettronico hardware che riceve in input due segnali e in output determina se sono uguali, o quale dei due è il maggiore. I comparatori vengono utilizzati nelle unità di elaborazione centrale (CPU) e nei microcontrollori (MCU). Esempi di comparatore digitale includono il CMOS 4063 e 4585 e il TTL 7485 e 74682.
L'equivalente analogico del comparatore digitale è il comparatore di tensione, trattato nel paragrafo specifico. Su alcuni dei loro ingressi, molti microcontrollori hanno comparatori analogici che possono essere letti o attivati da un interrupt.

## Realizzazione con circuiti digitali
In logica combinatoria, ha la funzione di confrontare tra di loro due numeri, o più in generale due parole digitali, segnalando se sono uguali.
Se le due parole sono costituite da un solo bit, il circuito in grado di realizzare questa funzione è una semplice porta EX-OR a due ingressi, la quale presenta in uscita uno stato logico 0 quando i bit di ingresso sono uguali, e 1 in caso contrario. Si è quindi in presenza un comparatore di uguaglianza ad uscita attiva bassa, utilizzando una porta EX-NOR si ottiene un comparatore di uguaglianza con uscita attiva alta.

Una porta XNOR è un comparatore di base, poiché il suo output è "1" solo se i suoi due bit di ingresso sono uguali.

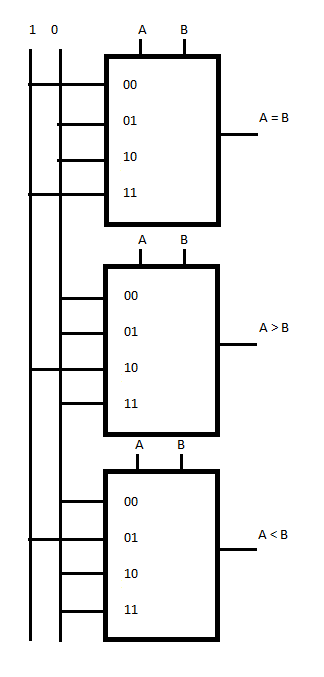
Comparatore digitale con multiplexer

Si considerino due numeri binari a 4 bit A e B:

{\displaystyle A=A_{3}A_{2}A_{1}A_{0}}
{\displaystyle B=B_{3}B_{2}B_{1}B_{0}},
dove ogni pedice rappresenta una delle quattro cifre dei due numeri A e B.
Uguaglianza
I numeri binari A e B saranno uguali se e solo se tutte le coppie di cifre significative di entrambi i numeri sono uguali, cioè:
{\displaystyle A_{3}=B_{3}}, {\displaystyle A_{2}=B_{2}}, {\displaystyle A_{1}=B_{1}} and  {\displaystyle A_{0}=B_{0}}
Poiché i numeri sono binari, le cifre sono 0 o 1 e la funzione booleana per l'uguaglianza di due cifre qualsiasi A_ {i} e B_ {i}
{\displaystyle x_{i}=A_{i}B_{i}+{\overline {A}}_{i}{\overline {B}}_{i}}.
L'espressione descrive la tavola di verità di una porta XNOR, utilizzata nell'elettronica digitale, in cui {\displaystyle x_{i}=1} solo se {\displaystyle A_{i}=B_{i}}, con {\displaystyle i=n,n-1,n-2,...,1}.
La condizione di uguaglianza dei numeri A e B può anche essere scritta in altro modo equivalente, mediante l'operatore AND e una variabile ausiliaria di tipo binaria {\displaystyle (A=B)}, che è il primo membro dell'equazione:
{\displaystyle (A=B)=x_{3}x_{2}x_{1}x_{0}}, dove
si ottiene {\displaystyle (A=B)=1} solo se tutte le coppie di cifre dei due numeri sono uguali.

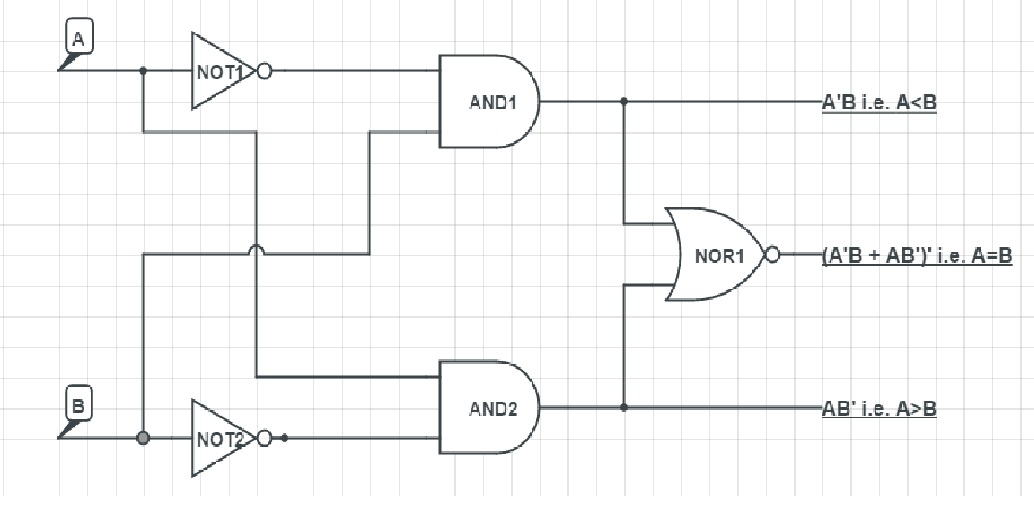
Comparatore alternativo senza usare XNOR (usando il gate NOR)

Per realizzare un comparatore per parole a più bit occorre confrontare i bit di uguale peso delle due parole, l'uscita segnalerà l'uguaglianza solo nel caso in cui tutti i bit corrispondenti risultano uguali.

Per esempio un comparatore che confronta due parole A e B di due bit ({\displaystyle A_{1}A_{0}} e {\displaystyle B_{1}B_{0}}) risulterà in questo modo:
{\displaystyle E=(A_{1}xnorB_{1})and(A_{0}xnorB_{0})}
Sull'uscita E ci sarà un segnale alto solo se entrambi gli ingressi della porta AND sono a 1 cioè soltanto quando tutti i bit dello stesso peso sono uguali. 

Lo stesso processo logico può essere esteso a parole con un numero qualsiasi di bit.
A volte nei comparatori integrati, oltre all'uscita che segnala quando A=B, esistono anche altri terminali che danno un'indicazione di maggioranza e di minoranza, ossia se A>B oppure A<B, inoltre spesso sono presenti degli ingressi supplementari per il collegamento in cascata di più comparatori, in modo da poter analizzare parole formate da un maggior numero di bit.
Disuguaglianza
Per determinare manualmente il maggiore dei due numeri binari, è necessario prendere in esame le grandezze relative alle coppie di cifre (bit per un numero binario), partendo da quello con ordine di grandezza più alto (più significativo, procedendo gradualmente verso i bit meno significativi, fermandosi all'ultimo ovvero se viene trovata una disuguaglianza. 

In questo secondo caso, se il bit corrispondente di A è 1 e quello di B è 0, allora concludiamo che A > B.
Questo confronto sequenziale può essere espresso logicamente come:
{\displaystyle (A>B)=A_{3}{\overline {B}}_{3}+x_{3}A_{2}{\overline {B}}_{2}+x_{3}x_{2}A_{1}{\overline {B}}_{1}+x_{3}x_{2}x_{1}A_{0}{\overline {B}}_{0}}
{\displaystyle (A<B)={\overline {A}}_{3}B_{3}+x_{3}{\overline {A}}_{2}B_{2}+x_{3}x_{2}{\overline {A}}_{1}B_{1}+x_{3}x_{2}x_{1}{\overline {A}}_{0}B_{0}}
La variabile (A > B) e la variabile (A < B) si dicono variabili binarie di output: sono uguali a 1, rispettivamente se A > B oppure se A < B. 

Come si potrà notare, ogni termine della somma è moltiplicato per un fattore {\displaystyle x_{n}\cdot x_{n-1}\cdot x_{n-2}...\cdot x_{i+1}}, in modo tale che la prima coppia di cifre diverse (per cui {\displaystyle x_{i}=0}) annulla anche tutti i termini successivi fino all'ultimo, ed è pertanto la condizione di arresto per l'algoritmo di comparazione di uguaglianza.

## Realizzazione con circuiti analogici

Simbolo circuitale del comparatore.

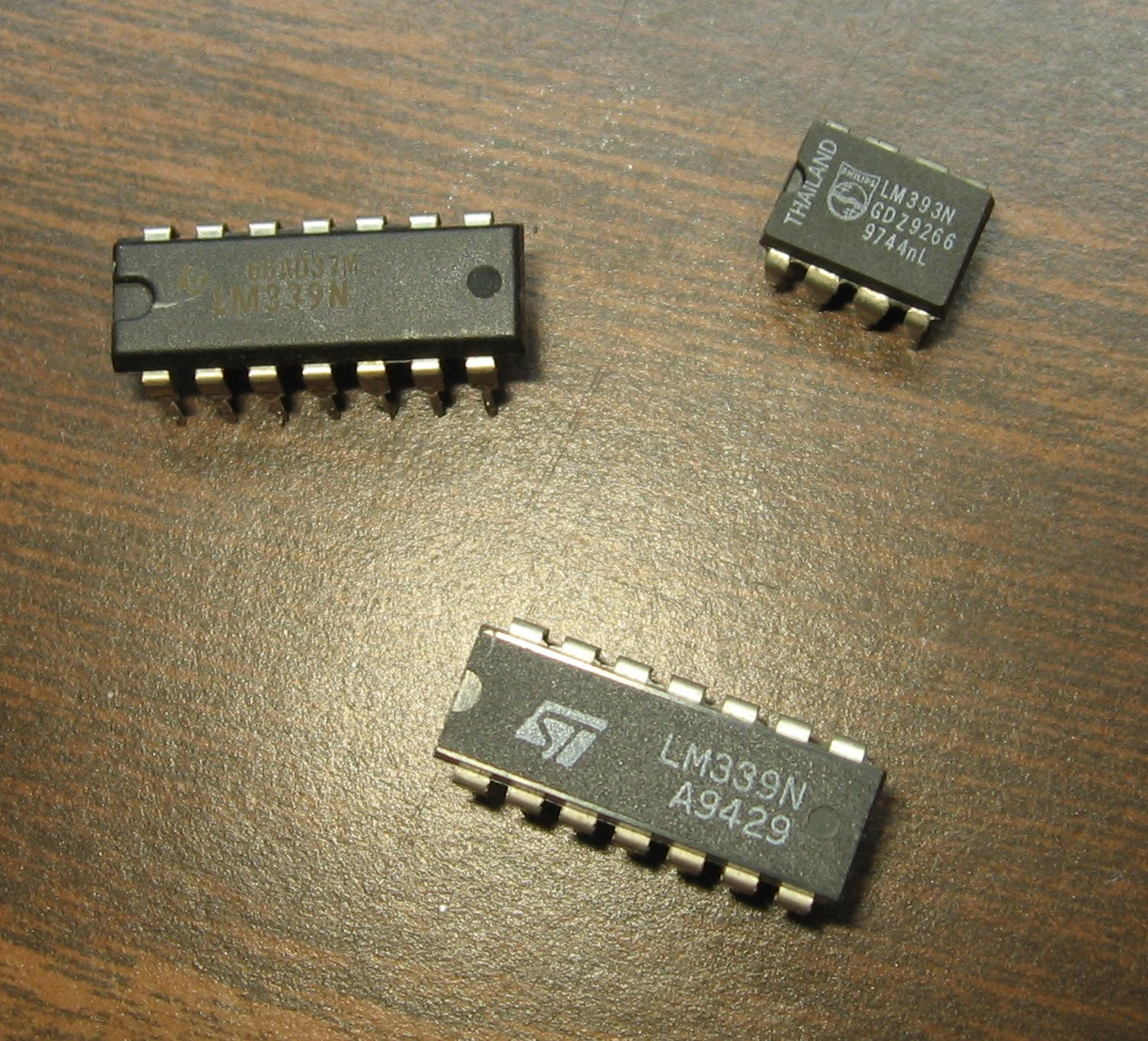
LM339, LM393: rispettivamente quattro e due comparatori in un unico circuito integrato.

In campo analogico l'uso più frequente è la comparazione di un livello di tensione variabile, rispetto ad un livello di riferimento fisso. Per questa funzione possono essere usati amplificatori operazionali generici o dispositivi ottimizzati per questa funzione definiti "voltage comparator", tra questi, due dispositivi di largo impiego in uso da decenni sono siglati LM311 e LM339, da notare che le prime due lettere cambiano in base al produttore del dispositivo, in questo caso, National Semiconductor, cambia anche la prima delle tre cifre (da 1 a 3) in base alle prestazioni del dispositivo.